# Przybroda
Przybroda (pol. hist. Przebroda) – wieś w Polsce położona w województwie wielkopolskim, w powiecie poznańskim, w gminie Rokietnica.

## Historia
Miejscowość pierwotnie była związana z Wielkopolską i trochę inaczej się nazywała. Istnieje co najmniej od pierwszej połowy XV wieku i ma średniowieczną metrykę. Po raz pierwszy odnotowana została w łacińskim dokumencie z 1401 jako "Przebroda", 1440 "Przebrodno", 1446 "Przebrody".
Wieś była początkowo własnością szlachecką, należącą do lokalnego wielkopolskiego rodu Stopirków, Mrowińskich, którzy od nazwy wsi Mrowino przyjęli odmiejscowe nazwisko, a później także do Modrzewskich. W 1446 leżała w powiecie poznańskim województwa poznańskiego w Koronie Królestwa Polskiego. W 1510 leżała w parafii Cerekwica.
Pierwszy zapis związany ze wsią pochodzi z historycznych zapisów sądowych. W 1401 Janusz Stopirka z Pawłowic koło Poznania był w sporze z Mikołajem Pniewskim o to, że Mikołaj nie uwolnił mu od roszczeń osób trzecich dwóch łanów oraz łąki we wsi Pzebroda. W latach 1432-1446 w archiwach notowany był Dobiesław z Mrowina i Przybrody, brat Szczepana. W 1432 toczył on spór sądowy z kasztelanem kamieńskim Dobrogostem Koleńskim. W 1440 woźny sądu ziemskiego zapowiedział dziedziny Mrowino i Przybroda należące do tegoż Dobiesława. W 1446 Dobiesław dał swojemu bratu Szczepanowi wieś Lubikowo w zamian otrzymując wsie Mrowino, Przybroda oraz Popowo. W 1446 wspomniany został Szczepan dziedzic przybrodzki, brat Dobiesława. W 1457 był dziedzicem w Lubikowie i wwiązany został w części dóbr Mrowino, Popowo i Przybroda braci Andrzeja i Pawła synów zmarłego Dobiesława z Mrowina.
W latach 1457-1513 wymieniany był właściciel we wsi Andrzej Mrowiński syn Dobiesława, brat Pawła. W 1470 dał on w dziale bratu Pawłowi dziedzicowi w Mrowinie połowy wsi Mrowino oraz Przybroda 1478 tenże zapisał żonie Katarzynie po 300 grzywien posagu oraz wiana na Mrowinie i opuszczonej wówczas wsi Przybroda. W 1495 Andrzej Mrowiński toczył proces z Mikołajem z Kretkowa wojewodą brzeskim, o to, że Mikołaj nie osądził swego kmiecia Ambrożego zwanego "Cesarzuchem z Pamiątkowa", który spalił las zwany Przebroda w Mrowinie o wartości 10 grzywien bez 6 groszy. W 1513 woźny sądowy zapowiedział dziedziny Mrowino i Przybroda należące do tegoż Andrzeja Mrowińskiego, a syn Jakub Mrowiński zapłacił opłatę zwaną "przysądne". W 1520 Andrzej toczył spór z Mikołajem Sędzińskim z Sędzina o 3 młode jastrzębie wartości 30 grzywien zabrane w gaju zwanym Przybroda.
W drugiej połowie XV wieku, od 1478 wieś notowana była jako opustoszała. Z lat 1495 i 1520 pochodzą informacje o lesie albo gaju zwanym Przybroda. W XVI wieku miejscowość weszła w skład prebendy „Rokitnica” w kapitule katedry poznańskiej i jej dalsze losy nie są znane. Historycy nie mają jednak wątpliwości, że wymienione przekazy dotyczą wsi, która istniała na terenie dzisiejszej Przybrody. Wskazuje na to m.in. fakt, że Przybroda wraz z sąsiednią wsią Mrowino stanowiło jeden kompleks dóbr będący przedmiotem kilkakrotnych transakcji. Obecne położenie Przybrody poświadcza także późniejsza mapa Perthéesa gdzie wieś jest na niej zaznaczona.
W latach 1457-1470 jako dziedzic w Mrowinie i Przybrodzie odnotowany został Paweł syn Dobiesława, oraz brat Andrzeja. W 1470 zapisał on po 200 grzywien posagu oraz wiana żonie Jadwidze na połowach wsi Mrowino i Przybroda. W XVI wieku wieś stała się cześciowo własnością kapituły poznańskiej. W 1529 Klemens Modrzewski zapisał na wsi wikariuszom katedry poznańskiej czynsz w wysokości jednej kopy z zastrzeżeniem prawa wykupu za 15 grzywien.
Wskutek II rozbioru Polski w 1793, miejscowość przeszła pod władanie Prus i jak cała Wielkopolska znalazła się w zaborze pruskim. W XIX wieku Przybroda przeszła w ręce rządu pruskiego. Pod koniec XIX wieku wieś liczyła 8 domostw i 51 mieszkańców, z czego 4 było wyznania protestanckiego.
Od 1918 majątek w Przybrodzie (553 ha) przeszedł na własność Skarbu Państwa i był dzierżawiony. Ostatnim przedwojennym dzierżawcą był A. Fenrych. W 1945 majątek przejął Uniwersytet im. Adama Mickiewicza, a w 1952 Uniwersytet Przyrodniczy w Poznaniu, który utworzył Rolniczo-Sadownicze Gospodarstwo Doświadczalne. Sady gospodarstwa obejmowały w 1996 powierzchnię 380 ha, zaś w 2019 powierzchnia całości liczyła 490 ha (wraz z częścią poświęconą produkcji zwierzęcej).
W latach 1975–1998 miejscowość administracyjnie należała do województwa poznańskiego.
W XXI wieku populacja Przybrody jest stabilna: w 2011 było to 404 mieszkańców, zaś w 2021 – 414 osób.
We wsi znajdował się przystanek kolejowy Przybroda na linii kolejowej Poznań-Międzychód.
W rejestrze zabytków Narodowego Instytutu Dziedzictwa umieszczono zespół pałacowy (pałac i park) z przełomu XIX i XX wieku. Na początku XX wieku pałac został przebudowany. Sam park dworski, o krajobrazowym charakterze pochodzi z końca XVIII wieku. Ma powierzchnię 2,49 ha. W parku dworskim znajdują się również niezabytkowe dom mieszkalny i zabudowania gospodarcze z lat 1950-1955. Znajdują się w nim m.in. dęby szypułkowe osiągające obwód pnia ponad 3 m (na wysokości pierśnicy).